# محرك البحث المحلي
محرك البحث المحلي هو تقنية تتيح للأشخاص البحث عن الأشياء المحلية باستخدام معدات نقاله مثل الهواتف المحمولة وأجهزة المساعد الرقمي الشخصي والأجهزة المحمولة الأخرى. يلبي محرك البحث المحلي  الحاجة إلى توفير امكانيه وصول التلقائي لمشترك الهاتف المحمول إلى الخدمات والمعلومات القريبة من الموقع مثل الأعمال التجارية والمنتجات والمناسبات والمطاعم ومسرح السينما أو المعلومات المحلية الأخرى. محرك  البحث المحلي هو البحث والاكتشاف للأشخاص والأماكن والأشياء ضمن مساحة يمكن تحديدها حسب معايير مميزة. هذه المعلومات تتطور. و تشمل اليوم الشبكات الاجتماعية والأفراد والمدن والأحياء والمعالم والإجراءات ذات الصلة بموقع الباحث في الماضي والحاضر والمستقبل. وتوفر هذه البارامترات هيكلا لفئات البيانات العميقة عموديا والعريضة أفقيا التي يمكن أن تكون قائمة بذاتها أو تُجمع لتشمل أدلة قابلة للبحث.
يستند محرك البحث المحلي عادة إلى أدلة منظمة يتم الوصول إليها من خلال أدوات البحث المتخصصة، بدلاً من الويب، على الرغم من أن محرك البحث المحلي  غالبًا ما يوفر روابط لمواقع الويب المتنقلة (WAP). كما أنه تطبيق لخدمة تعتمد على الموقع. .

## تكنولوجيا
يتضمن محرك البحث المحلي في بعض الحالات تتبع نظام تحديد المواقع العالمي (GPS)، والذي قد يسبب مخاوف بشأن الخصوصية دون موافقة مسبقة. علاوة على ذلك، تتوقع الاستطلاعات الأخيرة تزويد 10٪ فقط من الأجهزة المحمولة في جميع أنحاء العالم بشرائح GPS في عام 2011.
بدلاً من ذلك، يمكن أيضًا إجراء البحث المحلي بدون مشاركة مشغلي الهاتف المحمول وأنظمة GPS. وهذا ممكن من خلال الوصول إلى بروتوكول SS7،(نظام الإشارات رقم 7) الذي يمتلكه مشغلو الهاتف المحمول. ومع ذلك، فإن الوصول عبر مشغل الهاتف المحمول أمر صعب للغاية لأن مشغلي الهاتف المحمول يبيعونه على شكل أقساط، إن وجد.
وعلى الرغم من أن الأجهزة التي تدعم نظام تحديد المواقع العالمي (GPS) ليست منتشرة بعد، إلا أن خبراء الصناعة يوضحون أن المستهلكين يطالبون بالبحث المحلي عبر الهاتف المحمول الآن، مع نمو متوقع بنسبة 91٪ من 2007 إلى 2011. نتيجة لذلك، هناك فجوة في هذه الفرصة يمكن معالجتها بذكاء من قبل مشغلي الهاتف المحمول ومقدمي الخدمات الذين يمكنهم الوصول إلى بروتوكول SS7.

## طرق الوصول
قد يكون محرك البحث المحلي مستندًا إلى الشاشة باستخدام لوحة المفاتيح والعرض على الجهاز المحمول ، أو يعتمد على الصوت باستخدام الأوامر المنطوقة التي يتم تفسيرها بواسطة تطبيق التعرف على الكلام.
يعد البحث المستند إلى الشاشة باستخدام لوحة المفاتيح لإدخال مصطلحات البحث في نموذج على شاشة الهاتف المحمول هو أكثر طرق الوصول شيوعًا اليوم. له مزايا العمل في بيئة صاخبة وتجنب مشاكل تفسير الكلام.  ولكن يتعين على المستخدم إدخال مصطلحات البحث باستخدام لوحة مفاتيح صغيرة نموذجية لمعظم الأجهزة المحمولة ، مع عرض النتائج على شاشة صغيرة.  قد يكون البحث المستند إلى الشاشة محرجًا للأشخاص الذين يعانون من إعاقة في التنسيق أو الرؤية.
قد يتم دعم البحث المستند إلى الشاشة من خلال تطبيق متخصص مثل where.com الذي يعمل على الهاتف أو برمز قصير SMS أو صفحة ويب WAP أو XHTML-MP (معيار لغة الكمبيوتر المصمم خصيصاً للهواتف المحمولة) على خادم بعيد يعرضه متصفح الهاتف. على الرغم من أن معظم أدوات البحث اليوم تعتمد على برامج الهاتف ، يبدو أن الاتجاه نحو الخدمات المستندة إلى الويب.
أأيضًا ، عندما يتلقى المستهلك ردًا على طلب البحث الخاص به ، فإن الطريقة الأكثر شيوعًا للتسليم هي عبر الرسائل القصيرة.
أصبح البحث المعتمد على الصوت قابلاً للتطبيق بسبب التقدم في تقنية التعرف على الكلام.  إنه مفيد للأشخاص الذين يجدون صعوبة في استخدام لوحة المفاتيح الصغيرة ، أو الذين يحتاجون إلى الحصول على معلومات أثناء القيادة.  توجه الطلبات  المنطوقة المستخدمين من خلال الدليل المحلي للعثور على إدخال.  قد تتضمن الخدمة رجوعًا إلى مشغل مباشر إذا واجهت تقنية الكلام صعوبة في فهم ما يبحثون عنه ، أو قد يساعد "الوكيل الصامت" برنامج التعرف على الكلام.
قد يتم نطق النتائج و / أو تسليمها إلى الهاتف بتنسيق SMS أو MMS ، حيث يمكن تخزينها للرجوع إليها في المستقبل.
في أغلب الأحيان ، يستخدم البحث الصوتي القناة الصوتية لتوصيل كلام المتصل إلى تطبيق بحث يعتمد على الخادم.  في بعض الحالات ، يتولى تطبيق صغير على الجهاز المحمول الجزء الأول من التعرف على الكلام ، ويقسم الكلام إلى سلسلة من العناصر الأولية أو "الهواتف" ، ثم يرسل الهواتف عبر قناة البيانات إلى تطبيق الخادم.
سيكون البحث القائم على الوسائط المتعددة سائدًا كشكل هجين لكل من البحث "المستند إلى الصوت" و "المستند إلى الشاشة" الذي سيؤسس لمقايضة ذاكرة الوقت في عملية تنفيذ المعدات المتنقلة سريعة التطور.

## أنواع المعلومات
قد يتضمن محتوى بحث الجوّال المزيد من المعلومات المستندة إلى الموقع والمزيد من المعلومات الذكية حول الأعمال التجارية والمنتجات والخدمات والأحداث والعلاقات الإنسانية وغيرها من التفاصيل المحلية ، والتي تتطلب السرعة والعفوية.  إلى جانب ذلك ، يمكن صياغة المحتوى المستند إلى الموقع من خلال التنقيب عن البيانات المتراكمة حول سلوكيات المستهلكين وأماكن وجودهم ، مما قد يثير مخاوف تتعلق بالخصوصية ، ومجيءات تجارية ، وإذا لزم الأمر ، بعض التبريرات التشريعية.
البحث عن الشركات هو المكافئ المحمول للصفحات الصفراء المطبوعة ، ولكن قد يركز البحث على منطقة جغرافية صغيرة.  على سبيل المثال ، قد يبحث المتصل عن صيدلية أو مطعم قريب ، أو قد يرغب في توصيل بيتزا محلي.  ستختلف أدوات البحث المحلية الأكثر تقدمًا في نطاق البحث وفقًا لنوع النشاط التجاري وكثافة هذا النوع من الأعمال في المنطقة المحلية.  على سبيل المثال ، قد يرغب المتصل الذي يبحث عن مقهى على مسافة قريبة.  إذا كانوا يبحثون عن متجر أثاث منزلي ، فمن المتوقع أن يسافروا إلى أبعد من ذلك.  إذا كانوا يريدون سيارة أجرة ، فالمسافة ليست مهمة: سيأتي التاكسي إليهم.
يعد البحث عن المنتجات أكثر تحديدًا من البحث عن الشركات.  يبحث المستخدم عن منتج معين ويريد العثور على شركة محلية تخزن هذا المنتج.
ستذهب خدمة بحث محلية متنقلة كاملة الوظائف إلى أبعد من ذلك ، لا سيما مع زيادة انتشار الهواتف الذكية.  على سبيل المثال ، قد يرغب مستخدمو الهاتف المحمول في العثور على مكان عرض فيلم معين ، والمطاعم القريبة من السينما ، وقراءة التعليقات حول هذه المطاعم ، وحجز الحجوزات أو شراء تذاكر السينما.  قد يرغبون في معرفة أحوال حركة المرور ، أو نتيجة مباراة كرة القدم المحلية ، أو رقم اليانصيب الفائز أو إلى أين يذهبون للتصويت.

## الاختلافات من بحث الويب
على عكس البحث على الويب، يتطلب البحث المحلي عبر الهاتف المحمول المزيد من المعرفه والمعلومات الفوريه والذكيه في الشوارع والاحداث المحليه واتجاهات القياده.
الفرق التقني عن البحث المستند الى الويب هو انه سواء بإستخدام لوحة المفاتيح او الأوامر الصوتيه ، فأن المتصل لديه ( عرض النطاق الترددي) المحدود.
انهم لا يريدون سماع او التمرير عبر قوائم طويله من النتائج . انهم يريدون التركيز " بشكل سريع وغير مزعج" على نوع المعلومات المحليه التي يبحثون عنها بسبب الخصوصيه والسلامه وضغط الوقت .
لا تنطبق بعض التطورات التي حققتها البوابات الرئيسيه في البحث على الانترنت ، مثل نظام ترتيب الصفحات الشهير من Google، في العالم الشبكات اللاسلكية نظراَ بان الأشخاص الا يبحثون عن مواقع الويب بقدر مايبحثون عن إجابات لأسئله محدده ،
في عام 2006 ظهرت حركه كبيره لنموذج الاسئله والأجوبه . في هذا النموذج يتم ارسال الاجابات ردا على استفسارات خدمة الدليل المشابهه لطبيعة مشغلي 411 التقليديين ، وبذلت كلاً من  AskMeNow ,SK.com , Bing.com
جهودا كثيره في هذا الصدد.

## نماذج الأعمال
عادة ما يتم توفير خدمات البحث المحلية عبر الهاتف المحمول اليوم من قبل شركات الاتصالات المتنقلة أو مقدمو دليل الاستعلام  أو مشغلي الرسائل عبر الهاتف المحمول أو ناشري الصفحات الصفراء. خلف هذه المنافذ، هناك شبكة متنامية من الوكالات والموزعين ومقدمي البرامج، الذين بدأ بعضهم الآن في تقديم الخدمة مباشرة للجمهور. شرع عمالقة البحث، مثل ياهو وجوجل، وناشري الويب الكبار، مثل Amazon.con وeBay بالفعل في هذا القطاع من السوق المربح المحتمل.
يتم توفير الخدمات من خلال المتصل يدفع أو المعلن يدفع أو نموذج الأعمال المختلفة
في نموذج المتصل يدفع، كما هو الحال مع خدمات الاستفسار عن الدليل الصوتي، يدفع المتصل في كل مرة يصل فيها إلى الخدمة. تعد خدمات البحث المحلية عبر الهاتف المحمول التي يدفعها المتصلون شائعة خارج أمريكا الشمالية، ولكنها كانت بطيئة في الظهور في الولايات المتحدة الأمريكية بسبب القيود التنظيمية.
في نموذج المعلن الذي يدفع، وهو معيار للبحث القائم على الشاشة والبدء في الظهور مع خدمات "DA المجانية" القائمة على الصوت في أمريكا الشمالية، تدفع الشركات لوضعها في وقت مبكر في قائمة النتائج، أو الدفع في كل مرة يختار فيها المتصل الاتصال.
في النماذج المختلفة، تتيح إيرادات الإعلانات لمزود الخدمة تقديم أسعار مخفضة.
كما هو الحال مع التلفزيون والمجلات ووسائل الإعلام الأخرى، من المرجح أن يستمر تقديم خدمات البحث المحلية المتنقلة تحت جميع النماذج الثلاثة، ولكن النموذج المختلط قد يسود. أي أن المتصلين من المحتمل أن يقبلوا كمية محدودة من الإعلانات (التي قد يجدونها مفيدة بالفعل) مقابل أسعار مخفضة، ولكن قد يكونون أقل استعدادا لاستخدام خدمة مجانية حيث يتم قصفهم بالإعلانات.
ستختلف القيمة بالنسبة للمعلن اعتمادا على نوع نشاطه التجاري ، وقد تتراوح من دولار أو أقل لسيارة أجرة أو متجر شطائر إلى أكثر من عشرة دولارات لوسيط عقاري أو محام أو خدمة دمج الديون. يتوقع الخبراء و الاستشاريون أن تنمو الصناعة العالمية إلى أكثر من مليار دولار أمريكي بحلول عام 2010.

## مزودي الخدمة
الطريقة الأكثر مباشرة للعثور على المزيد حول ما يحدث في مساحة Molo ( علامة تجارية) هي التحقق من المواقع الإلكترونية لمقدمي خدمات MoLo ومعرفة ما يقدمونه. وهناك الكثير منهم.
لدى جميع شركات الهاتف المحمول تقريبا عروض في محركات البحث المحلية، بما في ذلك فيريزون وايرلس، وآت آند تي، وفودافون، وتي تي موبايل، وسبرنت نيكستل، وأورانج سا، وما إلى ذلك.
يقدم العديد من مقدمي المساعدة في الدليل أيضا بحثا محليا عبر الهاتف المحمول، بما في ذلك مزودي DA المجانيون، وشبكات جينجل، و1-800-سان دييغو في الولايات المتحدة، و118 118، ومجموعة ييل، وصفحات جونز، وسيت باجين جيال، وإنيرو وغيرها الكثير. في أوروبا يتم توفير واحدة من اكثر الخدمات التي تعمل بكامل طاقتها من قبل مركز الاتصال للأمريكتين في كولومبيا.
تقدم مجموعة الصفحات الصفراء في كندا واحدة من أولى خدمات البحث المحلية التي تدعم الصوت.

## أنظر أيضا
- داشتوب موبايل
- البحث المحلي (الإنترنت)
- منصة متنقلة

## روابط خارجية
- Mobile Local Search 2010 - رؤى وتوقعات من مقدمي الخدمات العالميين
- أخذ البحث إلى مستوى آخر
- فرص جديدة على أنظمة تحديد المواقع العالمية (GPS) - حجم السوق ، التوقعات ، المشهد التنافسي
- Google bets on mobile market at Archive.is (نسخة محفوظة 2013-01-19)